# سیارک ۱۲۵۶۸
سیارک ۱۲۵۶۸ (به انگلیسی: 12568 Kuffner، نامگذاری:1998VB5) دوازده هزار و پانصد و شصت و هشتمین سیارک کشف شده‌است که در ۱۱ نوامبر ۱۹۹۸ کشف شد.
قدر مطلق سیارک برابر ۳۳.۸ است.